# Federazione Italiana Giuoco Calcio
Die Federazione Italiana Giuoco Calcio (kurz FIGC; deutsch Italienischer Fußballverband) ist der italienische Fußball-Dachverband. Er organisiert den Spielbetrieb der italienischen Ligen im Profi- und Amateurbereich sowie die Nationalmannschaften.

## Geschichte
Als Gründungsdatum gilt der 16. März 1898, als der Ingenieur Mario Vicary in Turin einen Fußballverband unter dem Namen Federazione Italiana Football (F.I.F.) gründet, um nach der Arbeit Spiele und Meisterschaften organisieren zu können. Schnell stieg das Interesse am Fußball an, nachdem in den großen norditalienischen Städten Genua und Turin bereits seit einigen Jahren Fußballvereine existierten (z. B. CFC Genua, Juventus Turin). Die erste Meisterschaft fand noch im selben Jahr in der piemontesischen Hauptstadt statt, wo an einem Nachmittag der erste italienische Meister ausgespielt wurde.
1905 trat der F.I.F. dem Fußballweltverband – nur ein Jahr nach dessen Gründung – bei. Im Jahr 1909 wurde der Verband umbenannt und erhielt seinen heutigen Namen Federazione Italiana Giuoco Calcio. Es dauerte schließlich bis 1913, dass die erste landesweite Meisterschaft ausgetragen wurde. Seit 1910 existiert des Weiteren die italienische Nationalmannschaft; genauer: Ihr erstes Spiel bestritt die Squadra Azzurra am 15. Mai 1910 in Mailand gegen Frankreich (6:2).
Die nächste große Änderung begann 1930. Erstmals wurde die nationale Meisterschaft in einer gesamtitalienischen Liga ausgetragen. Die Spieler in dieser Meisterschaft erhielten auch erstmals eine Entlohnung für ihre Arbeit auf dem Fußballfeld, in Uruguay wurde die erste Fußballweltmeisterschaft gespielt. Bereits die nächste WM 1934 fand in Italien statt und wurde auch prompt gewonnen. Die Erfolge wurden beim olympischen Fußballturnier 1936 und der WM 1938 in Frankreich wiederholt.
1954 wurde in Basel der europäische Fußballverband UEFA gegründet. Der italienische Verband war unter den Gründungsmitgliedern. 1968 folgte der erste EM-Titel.
Im Jahr 1982 stürzte der FIGC – ungeachtet des Triumphes bei der Weltmeisterschaft in Spanien – in eine schwere Krise. Ein Wettskandal erschütterte den Verband schwer und brachte den italienischen Fußball in Verruf. Im Zuge dieser Affäre musste auch die AC Mailand zwangsabsteigen.
1990 war der Verband Ausrichter des bislang letzten Fußball-Großereignisses in Italien. Vom 8. Juni bis 8. Juli fand in zwölf italienischen Stadien die 14. Fußball-WM statt. Die Nationalmannschaft selbst scheiterte im Halbfinale.
2003 erließ der FIGC neue Regeln im nationalen Fußball. Umfassende Neuerungen reformierten das Amateursystem (Serie D), die Jugendabteilungen und Regelungen zur Ordnung in den Stadien. Vor allem wurden aber auch Bilanzkontrollen und verschärfte Regularien, bis hin zum Lizenzentzug für die Fußballvereine eingeführt.
2006 gewann Italien schließlich die Weltmeisterschaft in Deutschland mit einem Finalsieg gegen Frankreich mit 6:4 n. E.
Im Oktober 2012 sind die Büros der FIGC in Rom durchsucht worden und daraufhin wurden ein Skandal unter anderem um Transferverträge ausgelöst.

## Ligasystem
In Italien gibt es zwei gesamtitalienische Profiligen (Lega Nazionale Professionisti), die Serie A und die Serie B. Darunter liegt die Serie C (Lega Italiana Calcio Professionistico), die zwar Profiliga ist, aber in die drei regionalen Gruppen Girone A, Girone B und Girone C unterteilt ist.
Zusammen mit 23 weiteren nationalen Profiliga-Verbänden ist die Lega Nazionale Professionisti Gründungsmitglied des im Februar 2016 in Zürich gegründeten internationalen World Leagues Forum, dessen Ziel es unter anderem ist, die Interessen der Profiligen zu bündeln und deren gemeinsame Ansichten vor der FIFA sowie weiteren Institutionen aus Sport und Politik zu vertreten.
Die Serie D ist die höchste Amateurklasse und ist ihrerseits in neun lokale Divisionen unterteilt. Darunter folgen noch zahlreiche lokale Kreisligen, die allerdings keine Serie-Struktur mehr haben. Die Serie D wird von der Lega nazionale dilettanti (Nationale Amateurliga) organisiert, welche unter anderem auch den Frauenfußball und die unteren Ligen auf Kreisliga-Niveau regelt.
| Stufe | Stufe | Liga/Division(en)                                                 | Liga/Division(en)                                                 | Liga/Division(en)                                                 | Liga/Division(en)                                                 | Liga/Division(en)                                                 | Liga/Division(en)                                                 | Liga/Division(en)                                                 | Liga/Division(en)                                                 | Liga/Division(en)                                                 | Liga/Division(en)                                                 | Liga/Division(en)                                                 | Liga/Division(en)                                                 | Liga/Division(en)                                                 | Liga/Division(en)                                                 | Liga/Division(en)                                                 | Liga/Division(en)                                                 | Liga/Division(en)                                                 | Liga/Division(en)                                                 |
| 1     | 1     | Lega Nazionale Professionisti Serie A 20 Vereine                  | Lega Nazionale Professionisti Serie A 20 Vereine                  | Lega Nazionale Professionisti Serie A 20 Vereine                  | Lega Nazionale Professionisti Serie A 20 Vereine                  | Lega Nazionale Professionisti Serie A 20 Vereine                  | Lega Nazionale Professionisti Serie A 20 Vereine                  | Lega Nazionale Professionisti Serie A 20 Vereine                  | Lega Nazionale Professionisti Serie A 20 Vereine                  | Lega Nazionale Professionisti Serie A 20 Vereine                  | Lega Nazionale Professionisti Serie A 20 Vereine                  | Lega Nazionale Professionisti Serie A 20 Vereine                  | Lega Nazionale Professionisti Serie A 20 Vereine                  | Lega Nazionale Professionisti Serie A 20 Vereine                  | Lega Nazionale Professionisti Serie A 20 Vereine                  | Lega Nazionale Professionisti Serie A 20 Vereine                  | Lega Nazionale Professionisti Serie A 20 Vereine                  | Lega Nazionale Professionisti Serie A 20 Vereine                  | Lega Nazionale Professionisti Serie A 20 Vereine                  |
| 2     | 2     | Lega Nazionale Professionisti Serie B 22 Vereine                  | Lega Nazionale Professionisti Serie B 22 Vereine                  | Lega Nazionale Professionisti Serie B 22 Vereine                  | Lega Nazionale Professionisti Serie B 22 Vereine                  | Lega Nazionale Professionisti Serie B 22 Vereine                  | Lega Nazionale Professionisti Serie B 22 Vereine                  | Lega Nazionale Professionisti Serie B 22 Vereine                  | Lega Nazionale Professionisti Serie B 22 Vereine                  | Lega Nazionale Professionisti Serie B 22 Vereine                  | Lega Nazionale Professionisti Serie B 22 Vereine                  | Lega Nazionale Professionisti Serie B 22 Vereine                  | Lega Nazionale Professionisti Serie B 22 Vereine                  | Lega Nazionale Professionisti Serie B 22 Vereine                  | Lega Nazionale Professionisti Serie B 22 Vereine                  | Lega Nazionale Professionisti Serie B 22 Vereine                  | Lega Nazionale Professionisti Serie B 22 Vereine                  | Lega Nazionale Professionisti Serie B 22 Vereine                  | Lega Nazionale Professionisti Serie B 22 Vereine                  |
| 3     | 3     | Lega Italiana Calcio Professionistico Serie C Girone A 18 Vereine | Lega Italiana Calcio Professionistico Serie C Girone A 18 Vereine | Lega Italiana Calcio Professionistico Serie C Girone A 18 Vereine | Lega Italiana Calcio Professionistico Serie C Girone A 18 Vereine | Lega Italiana Calcio Professionistico Serie C Girone A 18 Vereine | Lega Italiana Calcio Professionistico Serie C Girone A 18 Vereine | Lega Italiana Calcio Professionistico Serie C Girone B 18 Vereine | Lega Italiana Calcio Professionistico Serie C Girone B 18 Vereine | Lega Italiana Calcio Professionistico Serie C Girone B 18 Vereine | Lega Italiana Calcio Professionistico Serie C Girone B 18 Vereine | Lega Italiana Calcio Professionistico Serie C Girone B 18 Vereine | Lega Italiana Calcio Professionistico Serie C Girone B 18 Vereine | Lega Italiana Calcio Professionistico Serie C Girone C 18 Vereine | Lega Italiana Calcio Professionistico Serie C Girone C 18 Vereine | Lega Italiana Calcio Professionistico Serie C Girone C 18 Vereine | Lega Italiana Calcio Professionistico Serie C Girone C 18 Vereine | Lega Italiana Calcio Professionistico Serie C Girone C 18 Vereine | Lega Italiana Calcio Professionistico Serie C Girone C 18 Vereine |
| 4     | 4     | Serie D Girone A 18 Vereine                                       | Serie D Girone A 18 Vereine                                       | Serie D Girone B 18 Vereine                                       | Serie D Girone B 18 Vereine                                       | Serie D Girone C 18 Vereine                                       | Serie D Girone C 18 Vereine                                       | Serie D Girone D 18 Vereine                                       | Serie D Girone D 18 Vereine                                       | Serie D Girone E 18 Vereine                                       | Serie D Girone E 18 Vereine                                       | Serie D Girone F 18 Vereine                                       | Serie D Girone F 18 Vereine                                       | Serie D Girone G 18 Vereine                                       | Serie D Girone G 18 Vereine                                       | Serie D Girone H 18 Vereine                                       | Serie D Girone H 18 Vereine                                       | Serie D Girone I 18 Vereine                                       | Serie D Girone I 18 Vereine                                       |
| 5–10  | 5–10  | Ligen auf regionaler und provinzieller Ebene.                     | Ligen auf regionaler und provinzieller Ebene.                     | Ligen auf regionaler und provinzieller Ebene.                     | Ligen auf regionaler und provinzieller Ebene.                     | Ligen auf regionaler und provinzieller Ebene.                     | Ligen auf regionaler und provinzieller Ebene.                     | Ligen auf regionaler und provinzieller Ebene.                     | Ligen auf regionaler und provinzieller Ebene.                     | Ligen auf regionaler und provinzieller Ebene.                     | Ligen auf regionaler und provinzieller Ebene.                     | Ligen auf regionaler und provinzieller Ebene.                     | Ligen auf regionaler und provinzieller Ebene.                     | Ligen auf regionaler und provinzieller Ebene.                     | Ligen auf regionaler und provinzieller Ebene.                     | Ligen auf regionaler und provinzieller Ebene.                     | Ligen auf regionaler und provinzieller Ebene.                     | Ligen auf regionaler und provinzieller Ebene.                     | Ligen auf regionaler und provinzieller Ebene.                     |

### Die Serie A
Die Serie A ist die höchste Spielklasse. Sie besteht seit der Saison 2004/05 aus 20 Fußballvereinen, die unter sich den italienischen Meister ausspielen. Die letzten drei Mannschaften steigen am Saisonende ab. Gespielt wird in Hin- und Rückrunde von Anfang September bis Ende Mai mit kurzer Winterpause (üblicherweise Mitte Dezember bis 6. Januar).

### Die Serie B
Die Serie B ist die zweithöchste nationale Profiliga. Sie besteht seit der Saison 2004/05 aus 22 Vereinen (siehe unten). Die besten zwei Mannschaften und ein dritter, im Playoff ermittelter Aufsteiger, steigen am Saisonsende in die Serie A auf, die letzten vier steigen in die Serie C1, jeweils zwei in die Gruppe A und zwei Gruppe B, ab.

### Die Serie C
Die Serie C ist die dritthöchste Profiliga in Italien.
Sie ist in die drei Gruppen Girone A, Girone B und Girone C unterteilt. Die Aufteilung erfolgt grob in eine nord- mittel- und eine süditalienische Liga, diese ist jedoch nicht zwingend und wird bisweilen durch den Fußballverband gebrochen.
Das jeweils bestplatzierte Team aller drei Gruppen steigt direkt in die Serie B auf; die Teams auf den Plätzen 2–4 spielen in Play-offs den 4. Aufsteiger aus. Der jeweils Letztplatzierte steigt direkt ab; die Teams auf den Plätzen 14–17 spielen in Play-outs die beiden weiteren Absteiger jeder Gruppe in die Serie D aus.

### Die Serie D
Die Serie D ist die höchste nicht professionelle Liga. In ihr spielen insgesamt 162 Vereine. Die Serie D ist in neun regionale Gruppen eingeteilt, die aus jeweils 18 Vereinen bestehen. Der erstplatzierte steigt in die Serie C2 auf. Die zweit- bis fünftplatzierten Vereine spielen zwar Playoffs aus, der jeweilige Sieger dieser Ausscheidungsrunde erhält aber keine Aufstiegsgarantie. Diese kann nur wahrgenommen werden, wenn in höheren Ligen anderen Vereinen die Lizenz entzogen wird, oder diese aus anderen Gründen ihr Spielrecht nicht antreten können.

## UEFA-Fünfjahreswertung
Platzierung in der UEFA-Fünfjahreswertung:
(in Klammern die Vorjahresplatzierung). Die Kürzel CL, EL und CO hinter den Länderkoeffizienten geben die Anzahl der Vertreter in der Saison 2025/26 der Champions League, der Europa League sowie der Conference League an.
- 01.  (01)  England (Liga, Pokal, Ligapokal) – Koeffizient: 104.303 – CL: 4, EL: 2, CO: 1
- 02.  (04)  Italien (Liga, Pokal) – Koeffizient: 90.284 – CL: 4, EL: 2, CO: 1
- 03.  (02)  Spanien (Liga, Pokal) – Koeffizient: 89.489 – CL: 4, EL: 2, CO: 1
- 04.  (03)  Deutschland (Liga, Pokal) – Koeffizient: 86.624 – CL: 4, EL: 2, CO: 1

Stand: Ende der Europapokalsaison 2023/24